# AFSK
Bij audio-frequentieverschuivingsmodulatie of AFSK (Engels: Audio Frequency shift keying, AFSK) wordt FSK opgewekt door een SSB-zender te moduleren met audiotonen.
Wanneer dit audiosignaal correct afgeregeld is kan er aan de zijde van de ontvanger geen verschil waargenomen worden tussen FSK en AFSK.
Deze tonen kunnen relatief eenvoudig opgewekt worden door de geluidskaart van een computer, waardoor het soms technisch eenvoudiger is om AFSK uit te zenden dan FSK.